# Кемер (Амангельдинський район)
Кеме́р (каз. Кемер) — село у складі Амангельдинського району Костанайської області Казахстану. Входить до складу Амангельдинського сільського округу.
Населення — 62 особи (2021; 187 у 2009, 266 у 1999, 521 у 1989).